# 康乐乡 (万源市)
康乐乡，是中华人民共和国四川省达州市万源市曾经下辖的一个乡。2020年6月，撤销康乐乡，将原康乐乡所属行政区域划归竹峪镇管辖。

## 行政区划
康乐乡撤销前下辖以下地区：
杜家坪村、三溪口村、赵家营村、道子坪村和庙坝子村。